# Hecataeus (chi bọ cánh cứng)
Hecataeus là một chi bọ cánh cứng trong họ Chrysomelidae.
Chi này được miêu tả khoa học năm 1888 bởi Jacoby.

## Các loài
Các loài trong chi này gồm:
- Hecataeus hospes (Weise, 1921)
- Hecataeus nigricollis Jacoby, 1888
- Hecataeus nirguus Bechyne, 1997